# 各年の台湾の一覧
各年の台湾の一覧（かくねんのたいわんのいちらん）は、台湾の各年ごとの記事の一覧。この一覧では台湾の各年ごとの記事の他、各世紀と各年代、台湾の各分野における各年ごとの記事についても取り扱う。

## 一覧

### 17世紀
- 1620年代
  - 1622年の台湾（英語版）
- 1680年代
  - 1683年の台湾（英語版）

### 19世紀
- 1890年代
  - 1895年の台湾（中国語版） 1896年の台湾（中国語版） 1897年の台湾（中国語版） 1898年の台湾（中国語版） 1899年の台湾（中国語版）
- 1900年代
  - 1900年の台湾（中国語版）

### 20世紀
- 1900年代
  - 1901年の台湾（中国語版） 1902年の台湾（中国語版） 1903年の台湾（中国語版） 1904年の台湾（中国語版）
  - 1905年の台湾（中国語版） 1906年の台湾（中国語版） 1907年の台湾（中国語版） 1908年の台湾（中国語版） 1909年の台湾（中国語版）
- 1910年代
  - 1910年の台湾（中国語版） 1911年の台湾（中国語版） 1912年の台湾（中国語版） 1913年の台湾（中国語版） 1914年の台湾（中国語版）
  - 1915年の台湾（中国語版） 1916年の台湾（中国語版） 1917年の台湾（中国語版） 1918年の台湾（中国語版） 1919年の台湾（中国語版）
- 1920年代の台湾（中国語版）
  - 1920年の台湾（中国語版） 1921年の台湾（中国語版） 1922年の台湾（中国語版） 1923年の台湾（中国語版） 1924年の台湾（中国語版）
  - 1925年の台湾（中国語版） 1926年の台湾（中国語版） 1927年の台湾（中国語版） 1928年の台湾（中国語版） 1929年の台湾（中国語版）
- 1930年代の台湾（中国語版）
  - 1930年の台湾（中国語版） 1931年の台湾（中国語版） 1932年の台湾（中国語版） 1933年の台湾（中国語版） 1934年の台湾（中国語版）
  - 1935年の台湾（中国語版） 1936年の台湾（中国語版） 1937年の台湾（中国語版） 1938年の台湾（中国語版） 1939年の台湾（英語版）
- 1940年代の台湾（中国語版）
  - 1940年の台湾（中国語版） 1941年の台湾（中国語版） 1942年の台湾（英語版） 1943年の台湾（中国語版） 1944年の台湾（中国語版）
  - 1945年の台湾（中国語版） 1946年の台湾（中国語版） 1947年の台湾（中国語版） 1948年の台湾（中国語版） 1949年の台湾（中国語版）
- 1950年代の台湾（中国語版）
  - 1950年の台湾（中国語版） 1951年の台湾（中国語版） 1952年の台湾（中国語版） 1953年の台湾（中国語版） 1954年の台湾（中国語版）
  - 1955年の台湾（中国語版） 1956年の台湾（中国語版） 1957年の台湾（中国語版） 1958年の台湾（中国語版） 1959年の台湾（中国語版）
- 1960年代の台湾（中国語版）
  - 1960年の台湾（中国語版） 1961年の台湾（中国語版） 1962年の台湾（中国語版） 1963年の台湾（中国語版） 1964年の台湾（中国語版）
  - 1965年の台湾（中国語版） 1966年の台湾（中国語版） 1967年の台湾（中国語版） 1968年の台湾（中国語版） 1969年の台湾（中国語版）
- 1970年代の台湾（中国語版）
  - 1970年の台湾（英語版） 1971年の台湾（英語版） 1972年の台湾（英語版） 1973年の台湾（中国語版） 1974年の台湾（中国語版）
  - 1975年の台湾（中国語版） 1976年の台湾（中国語版） 1977年の台湾（中国語版） 1978年の台湾（中国語版） 1979年の台湾（中国語版）
- 1980年代の台湾（中国語版）
  - 1980年の台湾（中国語版） 1981年の台湾（中国語版） 1982年の台湾（中国語版） 1983年の台湾（中国語版） 1984年の台湾（中国語版）
  - 1985年の台湾（中国語版） 1986年の台湾（英語版） 1987年の台湾（英語版） 1988年の台湾（中国語版） 1989年の台湾（中国語版）
- 1990年代の台湾（中国語版）
  - 1990年の台湾（中国語版） 1991年の台湾（中国語版） 1992年の台湾（中国語版） 1993年の台湾（中国語版） 1994年の台湾（中国語版）
  - 1995年の台湾（中国語版） 1996年の台湾（中国語版） 1997年の台湾（中国語版） 1998年の台湾（中国語版） 1999年の台湾（中国語版）
- 2000年代の台湾（中国語版）
  - 2000年の台湾（英語版）

### 21世紀
- 2000年代の台湾（英語版）
  - 2001年の台湾（英語版） 2002年の台湾（英語版） 2003年の台湾（英語版） 2004年の台湾（英語版）
  - 2005年の台湾（英語版） 2006年の台湾（英語版） 2007年の台湾（英語版） 2008年の台湾（英語版） 2009年の台湾
- 2010年代の台湾（中国語版）
  - 2010年の台湾（英語版） 2011年の台湾（英語版） 2012年の台湾（英語版） 2013年の台湾（英語版） 2014年の台湾（英語版）
  - 2015年の台湾 2016年の台湾 2017年の台湾 2018年の台湾 2019年の台湾

- 2020年代の台湾（英語版）
  - 2020年の台湾 2021年の台湾 2022年の台湾 2023年の台湾 2024年の台湾
  - 2025年の台湾（英語版） 2026年の台湾 2027年の台湾 2028年の台湾 2029年の台湾